# Madylin Sweeten
Madylin Sweeten (Brownwood, 27 giugno 1991) è un'attrice e comica statunitense, nota soprattutto come attrice bambina nella sit-com televisiva Tutti amano Raymond (1996-2005).

## Biografia
Nata da Timothy Lynn Sweeten ed Elizabeth Anne Millsap, studia recitazione fin dai tre anni alla Kay Scott School of Performing Arts a San Saba (Texas) e ottiene la prima parte nel 1996, a quattro anni, nel film TV A Promise to Carolyn. La fama arriva con l'interpretazione del personaggio di Ally Barone nella sit-com statunitense della CBS Tutti amano Raymond dal 1996 al 2005, che si conclude con la nona stagione. Assieme a lei nel programma recitano i suoi due fratellini gemelli (nella finzione e nella realtà), anch'essi così avviati precocissimi alla carriera artistica: Sullivan Sweeten (n.1995) e Sawyer Sweeten (morto suicida nel 2015).
Come attrice bambina, la Sweeten prende parte, in ruoli di supporto, anche ad alcuni film, tra cui American Splendor (2003), vincitore al Sundance Film Festival. Da adulta, prosegue la carriera di attrice in cortometraggi e film indipendenti.

## Filmografia

### Cinema
- A Dog of Flanders, regia di Kevin Brodie (1998)
- Toy Story 2 - Woody e Buzz alla riscossa, film d'animazione (1999) - come doppiatrice
- American Splendor (2003)
- Eage Eye (2003)
- Spare Change (2015)
- Sam and Me (2015)

### Televisione
- Tre angeli all'inferno (A Promise to Carolyn), regia di Jerry London - film TV (1996)
- Tutti amano Raymond (Everybody Loves Raymond) - serie TV, 202 episodi (1996-2005)
- The Christmas Path, regia di Bernard Salzmann - film TV (1998)
- Ask Me No Questions, regia di Mary-Ann Anderson - film TV (2001)